# Cloșca (okręg Tulcza)
Cloșca – wieś w Rumunii, w okręgu Tulcza, w gminie Horia. W 2011 roku liczyła 101 mieszkańców.